# 函授教學
函授教學（英語：Correspondence Education）為遠距教學的方式之一，是一種以函授方式進行教育的行為。相對於一般學生需要親自到學校學習的面授教育，函授學校會將教材寄送給學生，學生可自由的運用時間進行學習，與函授學校老師的交流與作業繳交等也是透過信件往來的方式進行。
早期的函授教育以書信文字為主，輔以廣播或教育電視頻道進行教學（如空中大學）。然而隨著儲存媒介與資訊科技的演進，函授的型態也產生變化，光碟及網路視訊的普及解決了函授課程缺少現場講師聲音影像及可能需要定時接收電視或廣播頻道的缺點，使其自由度更加進步。

## 概況

### 美國

#### 歷史
美國牧師約翰·黑爾·文森特於1874年建立的暑期學校採用函授的方式授課。之後逐漸形成肖托夸運動、文學和科學，其參與者除了於家中進修外，也同時在各地組織讀書會，並將撰寫的文章郵寄至肖托夸辦事處，兩方會透過通信的方式修改內容。肖托夸運動獨特的遠距教學方式影響了美國的大學進程。

#### 大學教育
1892年正式開課的芝加哥大學為美國第一所設有專門推廣部門的大學，包括講座教育（Lecture Study）、課堂教育（Class Work）和函授教育三個部門。選擇課堂教育和函授教育的學生也需修習與其他正規課程相同的講座數量，以獲得足夠的學分。